# Nickel(II) metatitanat
Nickel(II) metatitanat là một hợp chất vô cơ có thành phần gồm ba nguyên tố nickel, titan và oxy với công thức hóa học được quy định là NiTiO3. Nickel(II) titanat còn gọi với cái tên khác là nickel titan oxide, là hợp chất phối hợp giữa nickel(II), titan(IV) và các ion oxide. Hợp chất này tồn tại dưới dạng một loại bột màu vàng.
Có một số phương pháp tổng hợp nickel(II) titanat: Phương pháp thứ nhất liên quan đến việc nhiệt độ nóng chảy của hợp chất nickel(II) titanat khá cao, trên 500 ℃, qua đó tiền chất của nó phân hủy để tạo thành hợp chất này như một chất cặn được tạo ra sau phản ứng. Nickel(II) titanat đã được sử dụng làm chất xúc tác cho quá trình oxy hóa toluen. Phương pháp tổng hợp thứ hai liên quan đến việc sử dụng enthalpy và entropy trên phản ứng để tổng hợp nickel(II) titanat qua quá trình chuyển pha.

## Thông tin thú vị về hợp chất
Các hợp chất MTiO3 (M = Ni, Fe, Mn) đã nhận được sự chú ý như là các ứng cử viên cho các vật liệu đa dạng có khả năng từ hóa thông qua ứng dụng điện trường.
Nickel(II) titanat có nhiều tên khác nhau như nickel titan oxide; nickel; oxide nickel titan; nickel titan trioxide.